# Ekambara Kuppam
Ekambara kuppam is een census town in het district Chittoor van de Indiase staat Andhra Pradesh. 

## Demografie
Volgens de Indiase volkstelling van 2001 wonen er 6797 mensen in Ekambara kuppam, waarvan 51% mannelijk en 49% vrouwelijk is. De plaats heeft een alfabetiseringsgraad van 67%. 